# Villeneuve-d'Aval
Villeneuve-d'Aval är en kommun i departementet Jura i regionen Bourgogne-Franche-Comté i östra Frankrike. Kommunen ligger i kantonen Villers-Farlay som tillhör arrondissementet Dole. År 2022 hade Villeneuve-d'Aval 96 invånare.

## Befolkningsutveckling
Antalet invånare i kommunen Villeneuve-d'Aval
Referens:INSEE